# Ontherus politus
Ontherus politus är en skalbaggsart som beskrevs av François Génier 1996. Ontherus politus ingår i släktet Ontherus och familjen bladhorningar. Inga underarter finns listade i Catalogue of Life.